# Famille de Garlande
Pour les articles homonymes, voir Garlande.
La famille de Garlande est une famille éteinte[réf. nécessaire] de la noblesse française, originaire d'Île-de-France (Brie). Plusieurs de ses membres ont été sénéchaux de France et chanceliers de France.

## Histoire
Sa filiation remonte au XIe siècle. Cette famille a d'abord été proche de Gui de Rochefort puis à partir de Gilbert de Garlande, elle s'est rapprochée de la famille royale de Louis VI.

## Sceaux
D'après  l'inventaire des sceaux de la province de Champagne par Auguste Coulon (1869-1956), avec table des noms de personnes et de lieux complétée et corrigée par Jean-Marc Roger (Archives nationales, 2003).
- Anseau de Garlande, seigneur de Possesse s. d. (peu après 1197) Ch 425[pas clair]
- Anseau de Garlande, seigneur de Possesse (1217) Ch 427
- Guy de Garlande (1166) Ch 424
- Guy de Garlande, seigneur d’Aulnay (1217) Ch 426

## Généalogie
- Guillaume Ier de Garlande
  - Gilbert de Garlande, ou Gilbert dit Païen, nommé sénéchal de France en 1095 au départ de la croisade de Gui Ier de Rochefort.
  - Anseau Ier de Garlande, frère de Gilbert, sénéchal de France à la suite de son frère, en 1101, mais perd ce poste au retour de Gui Ier de Rochefort, en 1104.
    - Agnès de Garlande

  - Étienne de Garlande, chancelier de France
  - Guillaume II de Garlande, sénéchal de France
    - Manassès de Garlande, évêque d'Orléans
    - Guillaume III de Garlande, seigneur de Livry-Gargan
      - Guillaume IV de Garlande, seigneur de Livry
        - Guillaume V de Garlande, seigneur de Livry, qui épouse Adèle de Châtillon, d'où :
          - Guillaume de Garlande, mort jeune sans enfant
          - Thibaut de Garlande, mort jeune sans enfant
          - Jeanne de Garlande, qui épouse Jean de Beaumont mais n'a pas d'enfant
          - Marie de Garlande, dame de Livry, qui épouse Henri IV, comte de Grandpré, puis Geoffroy de Joinville, seigneur de Montclair puis Anséric VII, seigneur de Montréal
          - Isabelle de Garlande, dame de Clichy, qui épouse Guy V de Senlis, dit Le Bouteiller, puis Jean de Beaumont-en-Gâtinais, seigneur de Villemomble

        - Anseau de Garlande, mort jeune sans enfant
        - Robert de Garlande, mort jeune sans enfant
        - Thibaut de Garlande, mort jeune sans enfant
        - Mathilde de Garlande, qui épouse Hugues de Gallardon puis Mathieu de Montmorency, seigneur de Marly
        - Ne de Garlande, qui épouse un seigneur de Pomponne

  - Gilbert de Garlande, dit le Jeune, grand bouteiller de France
    - Guy Ier de Garlande, hérite par sa mère des seigneuries de Possesse et de Tournan

## Postérité
Le nom de cette famille a été donné à la rue Galande dans le 5e arrondissement de Paris.
À Bagneux le fief de Garlande sur lequel Étienne de Garlande fait construire un château, aujourd'hui détruit, le souvenir du nom de cette famille est conservé par l'avenue Garlande et la Villa Garlande.